# Filtro HEPA

Rappresentazione schematica di un filtro HEPA

Con il termine filtro HEPA (dall'inglese High Efficiency Particulate Air filter) si indica un particolare sistema di filtrazione ad elevata efficienza di fluidi (liquidi o gas).
È composto da foglietti filtranti di microfibre (generalmente in tessuto non tessuto di polipropilene, vetroresina o borosilicato) assemblati in più strati, separati da setti in alluminio. I foglietti filtranti in microfibra hanno il compito di bloccare le particelle solide inquinanti (o particolato) presenti nella corrente fluida da trattare. Le particelle solide possono essere infatti nocive per la salute oppure possono pregiudicare la qualità del prodotto finale che si desidera ottenere.
I filtri HEPA fanno parte della categoria dei cosiddetti "filtri assoluti", a cui appartengono anche i filtri ULPA (Ultra Low Penetration Air). Il termine "filtro assoluto" è giustificato dal fatto che i filtri HEPA e ULPA hanno una elevata efficienza di filtrazione. In particolare, i filtri HEPA presentano un'efficienza di filtrazione compresa tra l'85% (H10) e il 99,995% (H14), mentre i filtri ULPA presentano un'efficienza di filtrazione tra il 99,9995% (U15) e il 99,999995% (U17).
Vengono classificati in base all'efficienza di filtrazione delle particelle di 0,3 µm, in accordo alle norme UNI EN 1822. Sono infatti raggruppati in 5 classi (da H10 ad H14) con caratteristiche prestazionali crescenti.
Sono collaudati con il metodo della dispersione di un aerosol di dioctilftalato (DOP test):
l'efficienza calcolata è > del 99,999 % con particelle con diametro 0,3 µm (penetrazione 0,001%).

## Impieghi
I filtri HEPA hanno moltissime possibilità di utilizzo ad esempio possono essere impiegati nei laboratori di analisi, sale operatorie, in ambito chimico e in ambito farmaceutico, come elemento filtrante negli aspirapolvere, nei climatizzatori d'aria e nelle cappe a flusso laminare e nelle mascherine di protezione.
Possono assumere diverse posizioni lungo il percorso di filtraggio, anche in serie.
Hanno la capacità di formare un flusso laminare o turbolento di aria sterile che viene utilizzata nei processi farmaceutici di sterilizzazione.

## Efficienza e standard

### Normativa europea
La normativa europea per la classificazione dei filtri EN 1822-1:2009 richiama le classi:
- E10-E12 (EPA) classe ad alta efficienza anche detti “filtri semi-assoluti”
- H13–H14 (HEPA) classe ad altissima efficienza anche detti “filtri assoluti”
- U15–U17 (ULPA) classe bassissima penetrazione.

#### Sigle in uso nel mercato
Alcuni prodotti vengono nominati come "HEPA-type", "HEPA-like", "HEPA-style" anche "99% HEPA" senza soddisfare i requisiti degli standard HEPA, inoltre non sono testati da laboratori indipendenti, anche se di qualità inferiore possono avvicinarsi ad un filtraggio secondo gli standard HEPA più bassi.
Alcune aziende per evitare equivoci usano il nome "True HEPA" (vero HEPA) per dare la certezza ai consumatori dell'uso di veri filtri certificati secondo gli standard HEPA.

#### EPA / HEPA-Filter
La valutazione del mezzo filtrante presenta un indice di minor efficienza o massima penetrazione, per una specifica dimensione delle particelle. La certificazione della classe si basa sulle prove richieste dalla normativa EN 1822 e sono indicate nelle seguenti tabelle:
| Classe | Efficienza | Penetrazione |
| ------ | ---------- | ------------ |
| E10    | > 85%      | ≤ 15         |
| E11    | > 95%      | ≤ 5          |
| E12    | > 99,5%    | ≤ 0,5        |
| H13    | > 99,95%   | ≤ 0,05       |
| H14    | > 99,995%  | ≤ 0,005      |

#### ULPA-Filter
| Classe | Efficienza   | Penetrazione |
| ------ | ------------ | ------------ |
| U15    | > 99,9995%   | ≤ 0,0005     |
| U16    | > 99,99995%  | ≤ 0,00005    |
| U17    | > 99,999995% | ≤ 0,000005   |

### Filtro abitacolo per autoveicoli
Alcune automobili nel settembre 2013 montavano filtri abitacolo classificati "like HEPA" ma questi filtri non sono performanti allo stesso livello dei filtri HEPA, perché l'efficienza non è certificata dalle industrie produttrici di automobili in modo trasparente rendendo così difficile comprenderne le reali potenzialità di filtraggio, infatti non applicano il sistema MERV. Per il momento solo le automobili Tesla, Model S e Model X, sono dotate di un filtro abitacolo HEPA.